# Vesele, Oleksandria
Vesele (în ucraineană Веселе) este un sat în comuna Komintern din raionul Oleksandria, regiunea Kirovohrad, Ucraina.

## Demografie
Componența lingvistică a localității Vesele
     Ucraineană (92,89%)
     Rusă (6,49%)
     Alte limbi (0,42%)
Conform recensământului din 2001, majoritatea populației localității Vesele era vorbitoare de ucraineană (92,89%), existând în minoritate și vorbitori de rusă (6,49%).